# Погоженский сельсовет
Пого́женский сельсовет — муниципальное образование со статусом сельского поселения в Тимском районе Курской области.
Административный центр — село Погожее.

## История
Статус и границы сельсовета установлены Законом Курской области от 21 октября 2004 года № 48-ЗКО «О муниципальных образованиях Курской области».

## Население
| 2002 | 2010 | 2012 | 2013 | 2014 | 2015 | 2016 |
| ---- | ---- | ---- | ---- | ---- | ---- | ---- |
| 935  | ↘782 | ↘757 | ↘738 | ↘720 | ↘716 | ↘698 |
| 2017 | 2018 | 2019 | 2020 | 2021 |      |      |
| ↗712 | ↗716 | ↘713 | ↘704 | ↘633 |      |      |

## Состав сельского поселения
| № | Населённый пункт | Тип населённого пункта       | Население |
| - | ---------------- | ---------------------------- | --------- |
| 1 | Лисий Колодезь   | деревня                      | ↘50       |
| 2 | Погожее          | село, административный центр | ↘625      |
| 3 | Репьевка         | деревня                      | ↘62       |
| 4 | Щиголевка        | хутор                        | ↘45       |